# Grande Prêmio de Mônaco de 1969
Resultados do Grande Prêmio de Mônaco de Fórmula 1 realizado em Montecarlo à 18 de maio de 1969. Terceira etapa da temporada, o mesmo foi palco da consagração do britânico Graham Hill que venceu sua quinta corrida no principado e recebeu o título de "Mister Mônaco".

## Classificação da prova
| Pos. | Nº | Piloto               | Construtor      | Voltas | Tempo/Diferença | Grid | Pontos |
| ---- | -- | -------------------- | --------------- | ------ | --------------- | ---- | ------ |
| 1    | 1  | Graham Hill          | Lotus-Ford      | 80     | 1:56:59.4       | 4    | 9      |
| 2    | 16 | Piers Courage        | Brabham-Ford    | 80     | + 17.3          | 9    | 6      |
| 3    | 9  | Jo Siffert           | Lotus-Ford      | 80     | + 34.6          | 5    | 4      |
| 4    | 2  | Richard Attwood      | Lotus-Ford      | 80     | + 52.9          | 10   | 3      |
| 5    | 4  | Bruce McLaren        | McLaren-Ford    | 79     | + 1 volta       | 11   | 2      |
| 6    | 3  | Denny Hulme          | McLaren-Ford    | 78     | + 2 voltas      | 12   | 1      |
| 7    | 12 | Vic Elford           | Cooper-Maserati | 74     | + 6 voltas      | 16   |        |
| Ret  | 6  | Jacky Ickx           | Brabham-Ford    | 48     | Suspensão       | 7    |        |
| Ret  | 7  | Jackie Stewart       | Matra-Ford      | 22     | Semieixo        | 1    |        |
| Ret  | 8  | Jean-Pierre Beltoise | Matra-Ford      | 20     | Semieixo        | 3    |        |
| Ret  | 11 | Chris Amon           | Ferrari         | 16     | Diferencial     | 2    |        |
| Ret  | 10 | Pedro Rodríguez      | BRM             | 15     | Motor           | 14   |        |
| Ret  | 17 | Silvio Moser         | Brabham-Ford    | 15     | Semieixo        | 15   |        |
| Ret  | 14 | John Surtees         | BRM             | 9      | Câmbio          | 6    |        |
| Ret  | 5  | Jack Brabham         | Brabham-Ford    | 9      | Acidente        | 8    |        |
| Ret  | 15 | Jackie Oliver        | BRM             | 0      | Acidente        | 13   |        |

## Tabela do campeonato após a corrida
|   | Pos. | Piloto         | Pontos |
| - | ---- | -------------- | ------ |
|   | 1    | Jackie Stewart | 18     |
| 2 | 2    | Graham Hill    | 15     |
| 1 | 3    | Bruce McLaren  | 10     |
| 1 | 4    | Denny Hulme    | 8      |
| 1 | 5    | Jo Siffert     | 7      |

|   | Pos. | Construtor   | Pontos |
| - | ---- | ------------ | ------ |
|   | 1    | Matra-Ford   | 18     |
| 1 | 2    | Lotus-Ford   | 15     |
| 1 | 3    | McLaren-Ford | 12     |
| 1 | 4    | Brabham-Ford | 7      |
| 1 | 5    | BRM          | 2      |

- Nota: Somente as primeiras cinco posições estão listadas. Em 1969 os pilotos computariam cinco resultados nas seis primeiras corridas do ano e quatro nas cinco últimas. Neste ponto esclarecemos: na tabela dos construtores figurava somente o melhor colocado dentre os carros de um time.